# Rudi Gernreich
Rudi Gernreich (Viena, 18 de agosto de 1922 - Los Angeles, 21 de abril de 1985) foi um designer de moda austríaco. Foi a criador do monoquíni.

## Vida
Nasceu na Áustria e aprendeu moda feminina na loja de vestidos de sua tia. Com a anexação da Áustria pela Alemanha nazista, sua família foge para os Estados Unidos. Após anos de dificuldades financeiras, entrou para o Los Angeles City College onde estudava arte e trabalhava como aprendiz numa fábrica de roupas e entre 1941 e 1942, estudou no Los Angeles Art Center School, iniciando sua carreira na moda, auxiliando fotógrafos e modelos.
Já famoso em seu meio, lançou em 1964, o monoquíni, um traje de praia de uma peça só, criando o que mais tarde seria chamado de topless. O estilista foi capa da Revista Time, em dezembro de 1967.
Também foi gourmet, criando receitas de sopas.